# El Muntet
El Muntet és una muntanya de 506 metres que es troba al municipi de Súria, a la comarca catalana del Bages.